# Patricio Urrutia
Pour les articles homonymes, voir Urrutia.
Patricio Urrutia est un footballeur équatorien né le 15 octobre 1977 à Ventanas (en) dans la province de Los Ríos. Il joue au poste de milieu offensif du milieu des années 1990 au début des années 2010.
Il compte 27 sélections pour trois buts inscrits avec l'équipe d'Équateur

## Carrière

### En équipe nationale
Urrutia participe à la Coupe du monde 2006 avec l'équipe d'Équateur. 
Sa dernière sélection avant le mondial 2006 fut lors d'une victoire historique de l'Équateur contre l'équipe du Brésil, le 17 novembre 2004.
Il possède 25 sélections et 3 but en équipe nationale de 2002 à 2009.

## Palmarès
- Champion d'Équateur en 2005